# Tropenkreischeule
Die Tropenkreischeule (Megascops choliba, Syn.: Otus choliba), gelegentlich auch  Choliba-Kreischeule oder Cholibaeule genannt, ist eine Art aus der Familie der Eigentlichen Eulen. Sie kommt in neun Unterarten ausschließlich in Süd- und Zentralamerika vor.

## Erscheinungsbild
Mit einer Körpergröße von etwa 22 Zentimetern ist die Tropenkreischeule innerhalb ihrer Gattung eine mittelgroße Art. Sie hat kurze Federohren und gelbe Augen. Die Art ist auffällig polymorph. Es gibt graubraune, braune und rotbraune Farbmorphen.

## Verbreitung und Lebensraum
Das Verbreitungsgebiet der Tropenkreischeule reicht von Costa Rica bis weit in den Süden von Südamerika. Sie besiedelt allerdings nur die Region östlich der Anden und kommt bis in den Norden von Argentinien und Uruguay vor. Sie fehlt im Westen von Ecuador, Peru und Chile. Sie gilt als Standvogel. Ihr Lebensraum sind offene Wälder, Savannen mit einzelnen Bäumen oder kleinen Waldgebieten, baumbestandenes Farmland, Waldränder und -lichtungen, Stadtparks, Weideland und Plantagen. Sie meidet dichten primären Wald. Sie kommt nur selten in Höhenlagen über 1500 m vor.

## Lebensweise
Die Tropenkreischeule ist eine nachtaktive Eule. Sie übertagt im dichten Blattwerk von Bäumen oder Büschen. Sehr gerne nutzt sie dabei den Schutz eines Dornbusches oder sitzt im dichten Epiphytenwachstum unmittelbar in Baumstammnähe. Der Gesang der Männchen ist häufig auch am Tage zu hören. Das Nahrungsspektrum umfasst vor allem Insekten. Dazu zählen Nachtfalter, Zikaden, Grashüpfer und Käfer sowie auch Spinnen und gelegentlich kleine Wirbeltiere.
Südlich des Äquators lassen die Männchen ihren Gesang ab August oder Anfang September erklingen. Dort fällt die Hauptbalz in den Monat September. Sie nisten überwiegend in Baumhöhlen. Das Gelege besteht aus einem bis drei weißen Eiern. Es brütet nur das Weibchen, das vom Männchen mit Nahrung versorgt wird.

## Systematik
In Südamerika scheint es keine Eulenart zu geben, die sehr eng mit der Tropenkreischeule verwandt ist. Die zahlreichen Unterarten bedürfen nach Ansicht des Ornithologen Claus König einer genaueren Untersuchung und sind möglicherweise eigenständige Arten. Die Andenkreischeule beispielsweise, die ihren Namen zu Ehren der Ornithologin Maria Koepcke trägt, wurde zunächst als Rasse der Tropenkreischeule beschrieben.